# Елис (окръг, Тексас)
Окръг Елис (на английски: Ellis County) е окръг в щата Тексас, Съединени американски щати. Площта му е 2466 km², а населението - 148 186 души (2008). Административен център е град Уаксахачи.